# Тетерівська сільська рада (Жашківський район)
Тетерівська сільська́ ра́да — адміністративно-територіальна одиниця та орган місцевого самоврядування в Жашківському районі Черкаської області. Адміністративний центр — село Тетерівка.

## Загальні відомості
- Населення ради: 1 338 осіб (станом на 2001 рік)

## Населені пункти
Сільській раді підпорядковані населені пункти:
- с. Тетерівка

## Склад ради
Рада складається з 16 депутатів та голови.
- Голова ради: Козюбра Валерій Олександрович
- Секретар ради: Запольська Меланія Петрівна

### Керівний склад попередніх скликань
| Прізвище, ім'я, по батькові   | Основні відомості                                                                                                | Дата обрання | Дата звільнення |
| ----------------------------- | --- | ------------ | --------------- |
| Швець Василь Якович           | Сільський голова, 1961 року народження, освіта середня спеціальна, член Всеукраїнського об'єднання «Батьківщина» | 26.03.2006   | 31.10.2010      |
| Швець Василь Якович           | Сільський голова, 1961 року народження, освіта середня спеціальна, член Всеукраїнського об'єднання «Батьківщина» | 31.10.2010   | 09.09.2012      |
| Козюбра Валерій Олександрович | Сільський голова, 1959 року народження, освіта середня спеціальна, член Партії регіонів                          | 09.09.2012   |                 |

Примітка: таблиця складена за даними сайту Верховної Ради України

### Депутати
За результатами місцевих виборів 2010 року депутатами ради стали:

#### За суб'єктами висування
| Суб'єкт висування | Кількість обраних депутатів | %    |
| ----------------- | --------------------------- | ---- |
| Самовисування     | 10                          | 62,5 |
| Партія регіонів   | 6                           | 37,5 |

#### За округами
| № округу        | Прізвище, ім'я, по батькові   | Дата визнання обраним | Освіта             | Партійна приналежність             | Відомості про обраного депутата                                                    |
| --------------- | ----------------------------- | --------------------- | ------------------ | ---------------------------------- | ---------------------------------------------------------------------------------- |
| Партія регіонів |                               |                       |                    |                                    |                                                                                    |
| 3               | Деркач Анатолій Олексійович   | 01.11.2010            | середня            | член Партії регіонів               | пенсіонер                                                                          |
| 4               | Буряк Людмила Леонідівна      | 01.11.2010            | середня            | член Партії регіонів               | домогосподарка                                                                     |
| 7               | Козюбра Валентина Яківна      | 01.11.2010            | середня спеціальна | член Партії регіонів               | приватний підприємець                                                              |
| 9               | Величко Галина Петрівна       | 01.11.2010            | вища               | член Партії регіонів               | пенсіонер                                                                          |
| 10              | Дерега Катерина Василівна     | 01.11.2010            | середня            | член Партії регіонів               | тимчасово не працює                                                                |
| 14              | Макарівська Любов Анатоліївна | 01.11.2010            | середня            | член Партії регіонів               | тимчасово не працює                                                                |
| Самовисування   |                               |                       |                    |                                    |                                                                                    |
| 1               | Макидон Сергій Анатолійович   | 01.11.2010            | середня            | позапартійний                      | ІП"Агро Вільд України", охоронн ик                                                 |
| 2               | Наумчук Людмила Миколаївна    | 01.11.2010            | вища               | позапартійна                       | Тетерівська загальноосвітня школа І-ІІІ ст., заступник директора з виховної роботи |
| 5               | Величко Володимир Андрійович  | 01.11.2010            | середня            | позапартійний                      | тимчасово не працює                                                                |
| 6               | Кузнєцова Наталія Василівна   | 01.11.2010            | середня спеціальна | позапартійна                       | ВАТ «Ощадбанк», контролер-касир                                                    |
| 8               | Козюбра Михайло Іванович      | 01.11.2010            | середня            | позапартійний                      | СТОВ «Тетерівка», тракторист                                                       |
| 11              | Шевчук Адам Михайлович        | 01.11.2010            | середня            | член Соціалістичної партії України | ПП «Олександрія-Агро», тракторист                                                  |
| 12              | Прокопенко Павло Васильович   | 01.11.2010            | вища               | позапартійний                      | пенсіонер                                                                          |
| 13              | Чернецька Ольга Олексіївна    | 01.11.2010            | середня спеціальна | позапартійна                       | СТОВ «Тетерівка», інспектор по кадрам                                              |
| 15              | Стадник Василь Іванович       | 01.11.2010            | середня            | позапартійний                      | СТОВ «Тетерівка», комірник                                                         |
| 16              | Запольська Меланія Петрівна   | 01.11.2010            | середня спеціальна | позапартійна                       | Тетерівська сільська рада, секретар                                                |